# Fereydoun Abbassi
Fereydoun Abbassi Davani (en persan : فريدون عباسي دواني), né le 11 juillet 1958 à Abadan (Iran pahlavi) et mort le 13 juin 2025 à Téhéran (Iran), est un physicien iranien et naguère chef de l'Organisation de l'énergie atomique de la république islamique d'Iran.

## Biographie

### Carrière
Fereydoun Abbassi est professeur de physique nucléaire à l'université Shahid Beheshti. Il est membre du Corps des Gardiens de la révolution islamique depuis la révolution islamique de 1979.
Responsable du département de physique à l'université Imam Hossein et spécialiste de la technologie des lasers au ministère de la défense, Fereydoun Abbasi est personnellement visé par les sanctions de l'ONU. En février 2011, le président Ahmadinejad le nomme vice-président et responsable de l'OIEA.

### Tentative d'assassinat
Fereydoun Abbassi est visé[Quand ?] par un attentat dans des conditions identiques[pas clair] alors qu'il se garait devant l'université Shahid Beheshti à Téhéran. Le 29 novembre 2010, Fereydoun Abbassi avait échappé de peu à une tentative d'assassinat similaire, qui l'avait blessé ainsi que sa femme. Il avait sauté à temps de son véhicule. Depuis, il a été nommé vice-président par le président Mahmoud Ahmadinejad et promu à la tête de l'Organisation iranienne de l'énergie atomique. Le même jour[Quand ?], Majid Shariati, un autre spécialiste du nucléaire, avait été tué dans une explosion criminelle qui avait blessé sa femme.

### Mort
Fereydoun Abbassi est tué le 13 juin 2025 lors d'une frappe aérienne israélienne à Téhéran dans le cadre de l'opération Rising Lion. 
Selon la revue Science, Fereydoun Abbassi été ciblé en tant que physicien nucléaire de haut niveau et ancien chef de l'Organisation iranienne de l'énergie atomique. En mai 2025, interrogé par SNNTV (Agence de presse et média en ligne créé en 2003, aussi connu sous le nom de Student News Network ou SNN, basée à Téhéran et spécialisée dans la couverture d'actualités scientifiques et universitaires), il a affirmé qu'il n'avait pas reçu l'ordre de construire une bombe nucléaire, mais qu'il serait prêt à la fabriquer si on le lui demandait ; Il a aussi affirmé que les progrès technologiques permettent maintenant de construire de petites bombes nucléaires qui pourraient peut-être ne pas être classées comme armes de destruction massive, et par exemple ne détruire qu'une base militaire. Ces propos ont été repris (et traduit en anglais) par le média MEMRI, considéré comme proche du Gouvernement israélien.

## Publications scientifiques
Fereydoun Abbassi est aussi auteur ou co-auteur d'articles scientifiques de physique nucléaire, portant notamment sur le développement de méthodes de traitement et d'analyse pour la discrimination de signaux milieux mixtes neutron-gamma ; sur des dispositifs expérimentaux en fusion nucléaire ; sur l'application de plasmas non thermiques et de nanoparticules radiomarquées en médecine. Ces articles ont par exemple été publiés dans « IEEE Transactions on Nuclear Science », « Nuclear Medicine and Biology » et d'autres revues spécialisés en physique fondamentale et appliquée.